# Selu
El sel·lū (سْلُّو), también llamado ṣfūf (سْفُوْفْ) o zammiṭa (زَمِّيطَة), es un postre de Marruecos de harina tostada y mezclada con mantequilla líquida, miel, sésamo y almendras. Aunque las recetas varían mucho de una región a otra (y de una familia a otra), siempre suele llevar estos ingredientes, que se tuestan, se muelen y se hace una pasta o masa con ellos, pegajosa por la adición de miel. Es común también aromatizar el selu con anís verde, hinojo, canela, nuez moscada o cardamomo.

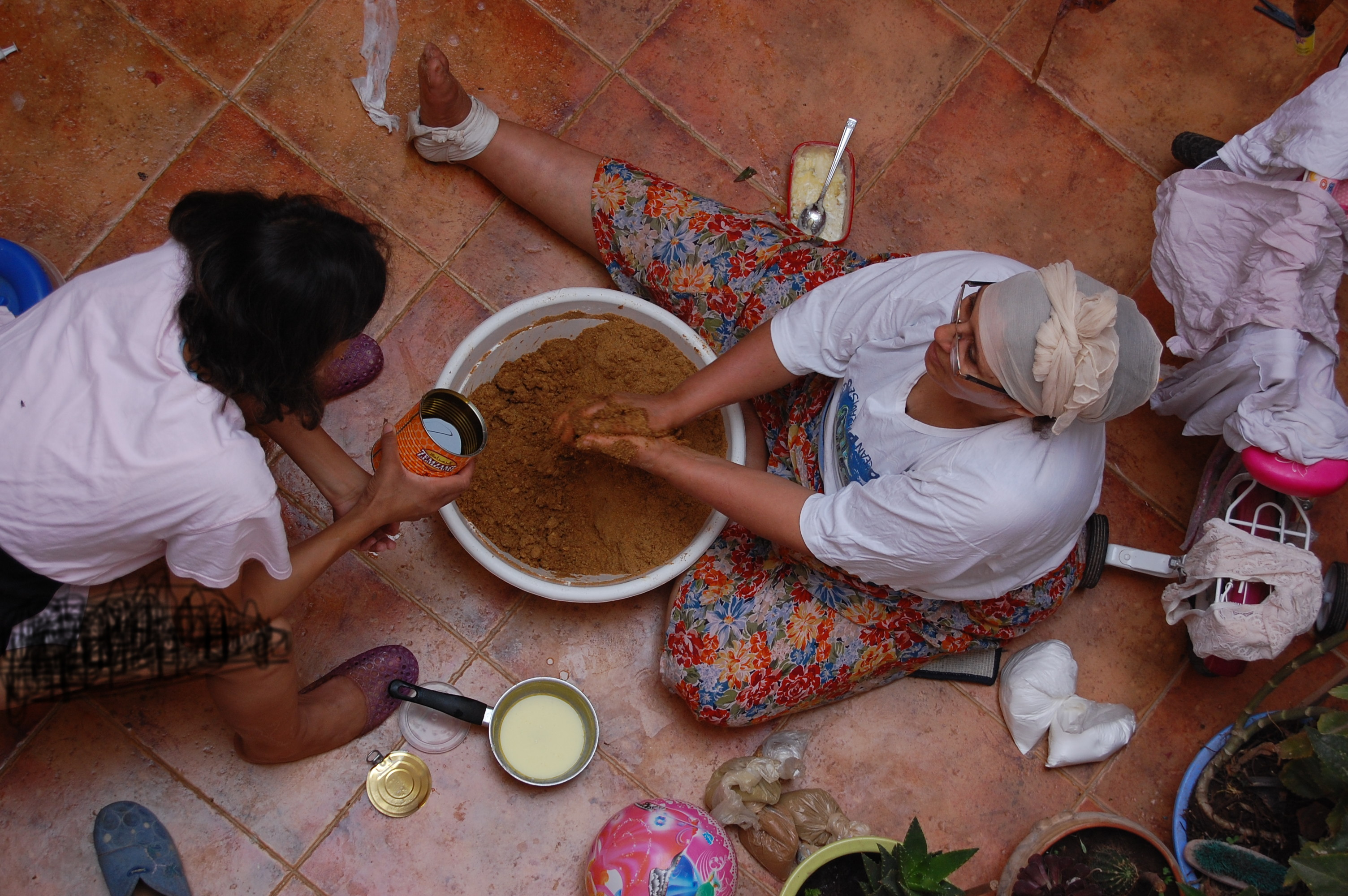
Mujeres haciendo ṣfūf

Es un plato típico del Ramadán, ya que ayuda a ayunar durante el día. También es típico de otras celebraciones como bodas o nacimientos. Tiene su origen en el assel·lu, un postre más sencillo que ya era consumido en el Magreb durante la época almorávide y era básicamente harina de trigo y miel.